# Jorge Romero Brest
Jorge Aníbal Romero Brest, apodado Coco (1905-1989) fue un influyente y discutido crítico de arte argentino, vinculado a la promoción de las escuelas de vanguardia entre las décadas del 60 y del 70 en América Latina. Dirigió el Museo Nacional de Bellas Artes (1955-1963) y el Centro de Artes Visuales del Instituto Di Tella (1963-1969), en Buenos Aires.

## Biografía
Su primera experiencia como crítico de arte fue una conferencia titulada "El elemento ritmo en el cine y el deporte". Escribió artículos sobre arte en La Vanguardia, el diario del Partido Socialista de Argentina. Su primera colaboración fue un artículo titulado "Sugestiones para una filosofía del deporte. Acotaciones artísticas".
En 1937 escribió su primer libro, El problema del arte y del artista contemporáneos. Bases para su dilucidación crítica y por sus actitudes fuertemente críticas, descalificando la primera muestra del Grupo Orión, una conjunción de pintores y escritores surrealistas fundado por Luis Barragán, Bruno Venier y Vicente Forte, recomendándoles a los pintores que, primero, debían «aprender a pintar».
En 1942 publicó el libro Prilidiano Pueyrredón y al año siguiente David. En 1945 publicó los dos primeros tomos de Historia del Arte (el tercero fue publicado en 1946 y en 1958, el cuarto). Durante el peronismo (1945-1955) se afilió al Partido Socialista pero sin convicción.
En 1948 Brest entonces comenzó a dictar un Curso de Estética e Historia del Arte en la librería Fray Mocho.
Las conferencias y cursos llevaron a que se generara una cantidad de seguidores de sus puntos de vista con quienes en 1948 fundó la revista Ver y Estimar. En 1952 publicó La pintura europea contemporánea, su libro más destacado. Para entonces comienza a adquirir fama internacional y a formar parte de jurados en las muestras de arte internacionales (Venecia, París, San Pablo, Tokio).[cita requerida]
En 1955 la Revolución Libertadora lo nombró director del Museo Nacional de Bellas Artes, que dirigió hasta 1963. Desde allí llevó adelante exposiciones temporales de gran relevancia, actualizando la oferta cultural dentro de un proyecto de conexión con los centros internacionales del arte.[cita requerida] También promovió a los pintores del Grupo Orión, que había criticado tan duramente en la década anterior: Leopoldo Presas, Vicente Forte y Raúl Russo. [cita requerida]En 1960 organizó una muestra para exponer el trabajo de los abstractos: Sarah Grilo, Fernández Muro, Octavio Ocampo, Kazuya Sakai, Clorindo Testa. En 1963 el museo realizó una importante exposición de la Nueva Figuración, con los llamados "Los Cuatro Jinetes del Apocalipsis": Jorge de la Vega, Luis Felipe Noé, Ernesto Deira y Rómulo Macció.[cita requerida]

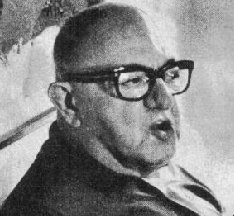
Jorge Romero Brest en 1967.

Luego de renunciar al Museo Nacional de Bellas Artes, le ofrecieron la dirección del Instituto Di Tella (calle Florida al 900), una institución que desempeñó un rol esencial en la renovación del arte argentino y la difusión del pop.[cita requerida] De allí surgieron figuras como Marta Minujín con su famosa La Menesunda y la difusión de los "happenings", León Ferrari, Edgardo Giménez, Dalila Puzzovio, Josefina Robirosa, Nacha Guevara, Federico Klemm, Nicolás García Uriburu, Antonio Seguí y otras figuras. En 1969 el Instituto fue clausurado por la dictadura militar del general Juan Carlos Onganía. Ese mismo año publicó un nuevo libro con el título Ensayo sobre la contemplación artística.
El criterio básico de selección de Romero Brest estaba basado en un genuino aporte creativo por parte del artista: "una cierta calidad objetiva, que no fuera un simple remedo tardío de los movimientos europeos".
Durante el período de su publicación (1973-1976), la revista Crisis, dirigida por Eduardo Galeano, lo tuvo entre sus colaboradores fijos.
La personalidad de Romero Brest siempre fue conflictiva y contradictoria, lo que le valió ganarse adeptos incondicionales con la misma facilidad que enemigos encarnizados. Ernesto Sabato lo consideraba un crítico muy poco serio.

Por un lado soy un político del arte, un agitador, en tanto considero una valoración social de la obra; y por otro soy un gozador del arte, fuera de toda determinación y de toda ideología, en cuanto hago juicios de valoración contemplativa. Sin embargo, nunca tuve ideas claras y definitivas sobre el arte. Cuando escribí el libro no las tenía, y mucho menos ahora.

Durante la última dictadura militar en Argentina, fue proscripto.
En 1986 recibió el Diploma al Mérito de los Premios Konex por su trayectoria y aporte a las humanidades en la Argentina.

## Libros
- El problema del arte y del artista contemporáneos. Bases para su dilucidación crítica, 1937
- Prilidiano Pueyrredón, 1942
- David, 1943
- Historia del Arte, 1945-1946-1958
- La pintura europea contemporánea, 1952
- ¿Qué es el arte abstracto?, 1962
- Ensayo sobre la contemplación artística, 1969
- El arte en la Argentina, 1969
- Arte visual: pasado, presente y futuro, 1981
- La pintura del siglo XX (1900-1974), 1986

## Relaciones familiares
Jorge Romero Brest era hijo de Enrique Romero Brest, famoso educador, creador del Instituto Nacional de Educación Física, padre de la educación física en la Argentina. Brest tenía una pésima relación con su padre:

Mi casa era casi un cuartel; mi padre era tan severo, tan severo, que nunca se lo voy a perdonar. La rigidez de mi padre todavía me pesa muchísimo, no me la pude sacar: cuando me pongo rígido, mi mujer [Martita Bontempi] me dice calíate Enrique, porque así se llamaba él. Yo me río y me aflojo. Odio a mi padre, aunque ahora un poco menos: es injusto.

## Curiosidades
- Habitaba en una llamativa casa azul en City Bell, diseñada por el pintor y arquitecto Edgardo Giménez.[5]
- Dormía en una cama que se encontraba a un metro y medio del piso y a la había que subir por escalera.[5]